# Riang Bandung Ilir
Riang Bandung Ilir is een bestuurslaag in het regentschap Ogan Komering Ulu van de provincie Zuid-Sumatra, Indonesië. Riang Bandung Ilir telt 2344 inwoners (volkstelling 2010).